# Aponia
La parola aponia (ἀπονία) deriva dalla lingua greca, da a- come alfa privativo e pónos (πόνος), "fatica", "pena" quindi assenza di dolore.
L'aponia è un concetto filosofico dell'epicureismo affine a quello di atarassia; se quest'ultimo si riferisce all'assenza di turbamento spirituale, l'aponia rappresenta la condizione di assenza di dolore fisico, altrettanto importante - nella concezione materialista epicurea, secondo cui ogni tipo di piacere e dolore è di origine sensibile - al fine di raggiungere non tanto la piena felicità quanto la serenità perfetta.

## Storia filosofica del termine

### Epicuro
Da qui l'importanza della suddivisione epicurea dei bisogni che se soddisfatti portano all'aponia cioè procurano eudemonia (letteralmente star insieme a un buon demone, serenità):
- Bisogni naturali e necessari, come ad esempio bere acqua per dissetarsi: questi soddisfano interamente poiché essendo limitati possono essere completamente colmati.
- Bisogni naturali ma non necessari: come ad esempio per dissetarsi bere vino, certo non avrò più sete ma desidererò bere vini sempre più raffinati e quindi il bisogno rimarrà in parte insoddisfatto.
- Bisogni né naturali né necessari, come ad esempio il desiderio di gloria e di ricchezze: questi non sono naturali, non hanno limite e quindi non potranno mai essere soddisfatti.

### Il piacere epicureo
Da qui nacque l'accusa dei padri della Chiesa cristiani che Epicuro suggerisse uno stile di vita rozzo e materiale, indegno dell'uomo. In realtà Epicuro non indica quali debbano essere i bisogni naturali e necessari da soddisfare, poiché è demandato alla ragione dell'uomo stabilire quali per lui siano i bisogni essenziali, naturali da soddisfare. Per Cesare può essere ininfluente il bisogno di mangiare e bere, mentre è veramente naturale e necessario soddisfare il suo ineliminabile desiderio di gloria.
L'eliminazione del dolore è quindi demandata alla filosofia che offre la medicina, il "quadrifarmaco", (la quadruplice medicina) capace di liberare l'uomo dalle sue quattro paure fondamentali:
| Mali                                       | Terapia |
| Paura degli dei e della vita dopo la morte | Gli dei si disinteressano degli uomini                                                                                                |
| Paura della morte                          | Quando noi ci siamo ella non c'è, quando lei c'è noi non ci siamo                                                                     |
| Mancanza del piacere                       | Il piacere si può facilmente raggiungere con la ragione.                                                                              |
| Dolore fisico                              | Se è acuto è momentaneo, dura poco o morirai e ti libererai definitivamente dal dolore, se è leggero, diverrà cronico e sopportabile. |